# Watsonia fulgens
Watsonia fulgens és una planta de la família de les Iridaceae, que creix en les regions de Sud-àfrica. El gènere Watsonia va ser descrit en el 1752 per Philip Miller del Chelsea Physic Garden.